# Закон за стопански грижи и обществена предвидливост
Законът за стопански грижи и обществена предвидливост (ЗСГОП) е извънредна мярка, въвеждаща силна държавна намеса в икономическия живот на България по време на Първата световна война. Това е първият опит за административно регулиране на българската икономика в голям мащаб.
Законът влиза в сила на 26 август 1916 година и е приет по инициатива на правителството на Васил Радославов, но се ползва и с подкрепата на опозиционни политици като Атанас Буров и Андрей Ляпчев. Неговата цел е да подпомогне затрудненото снабдяване, най-вече с храни, по време на войната.
С приемането на ЗСГОП се създава Централен комитет за стопански грижи и обществена предвидливост, в който влизат 18 народни представители от различните парламентарни групи. Комитетът има изключително широки правомощия — да засажда принудително определени земеделски култури, да обработва земи, неизползвани от собствениците им, да милитаризира промишлени предприятия, да определя цени и други. Въпреки това той не постига целите си, отчасти поради противоречия с Министерския съвет и военните, и през зимата недостигът на храни се задълбочава.
С изменение на ЗСГОП от 6 април 1917 година Централният комитет се закрива и е създадена Дирекция за стопански грижи и обществена предвидливост, подчинена пряко на правителството. Неин директор става генерал Александър Протогеров. Дирекцията не постига по-голям успех от Централния комитет преди нея и дейността ѝ е съпътствана от непрекъснати скандали за корупция. В началото на 1918 година дейността на Дирекцията е значително ограничена, след като кабинетът изважда снабдяването с храни от обхвата на дейността ѝ. С редуцирани правомощия тя продължава да функционира до края на 1919 година, когато е окончателно закрита.